# Piesdorf (Könnern)
Piesdorf ist ein Ortsteil der Ortschaft Belleben der Stadt Könnern im Salzlandkreis in Sachsen-Anhalt.

## Geografische Lage
Piesdorf liegt etwa zehn Kilometer westlich von Könnern westlich der unteren Saale. Der Ort liegt an der Grenze zum Mansfelder Land.

## Geschichte
Piesdorf gehörte ursprünglich zur reichsunmittelbaren „Grafschaft Alsleben“, die nach dem Tod des letzten Grafen von Alsleben im Jahr 1128 an das Erzstift Magdeburg kam. Durch den Magdeburger Erzbischof Günther II. von Schwarzburg wurde sie im Jahr 1438 an Karl von Krosigk verpfändet. 1479 erfolgte die Belehnung der Familie von Krosigk mit der Grafschaft Alsleben durch den Magdeburger Erzbischof Ernst von Magdeburg. Piesdorf gehörte als Vorwerk zur Burg Alsleben, wodurch Piesdorf 1479 ebenfalls unter die Lehnsherrschaft der von Krosigks fiel. Bei einer Erbteilung des Alslebener Besitzes unter den Brüdern Heinrich und Lorentz Adolph von Krosigk im Jahr 1664 erhielt Heinrich von Krosigk das Gut Piesdorf und die Gerichtsbarkeit über die Ortschaften Nelben, Strenz, Naundorf und Gnölbzig. Mit dem Anfall des Erzstifts Magdeburg an Brandenburg-Preußen wurden 1680 die Kurfürsten von Brandenburg (ab 1701 Könige in/von Preußen) neue Landesherren des nun „Herzogtum Magdeburg“ genannten Gebiets. Piesdorf gehörte zum Saalkreis.
Im August 1755 kaufte der aus Braunsforth in Pommern stammende Kammerpräsident Christoph Heinrich von Wedel das Rittergut Piesdorf mit der Patrimonialgerichtsbarkeit über die Orte Gnölbzig, Nelben, Strenz und Naundorf. Das 1705/12 erwähnte Vorwerk Gnölbzig erscheint im 18. Jahrhundert auch als Rittergut, wurde aber von Piesdorf aus mitverwaltet. Nächster Grundherr wurde der Landrat Wilhelm von Wedel (1741–1814), verheiratet mit Charlotte von Bülow.
Mit dem Frieden von Tilsit wurde Piesdorf im Jahr 1807 dem Königreich Westphalen angegliedert und dem Distrikt Halle im Departement der Saale zugeordnet. Der Ort gehörte wie das übrige Gebiet des Ritterguts zum Kanton Alsleben. Nach der Niederlage Napoleons und dem Ende des Königreichs Westphalen befreiten die verbündeten Gegner Napoleons Anfang Oktober 1813 den Saalkreis. Bei der politischen Neuordnung nach dem Wiener Kongress 1815 wurde Piesdorf im Jahr 1816 dem Regierungsbezirk Merseburg der preußischen Provinz Sachsen angeschlossen und dem Mansfelder Seekreis zugeordnet. Gutsherr jener Zeit waren Gottlob von Wedel (1769–1831), er war zweimal verheiratet, dann sein Sohn aus zweiter Ehe, der Wirkliche Geheime Oberfinanzrat und Direktor der Hauptverwaltung der Staatsschulden, Busso von Wedel-Piesdorf (1804–1874). Seine Ehefrau hieß Pauline Freiin von der Recke.

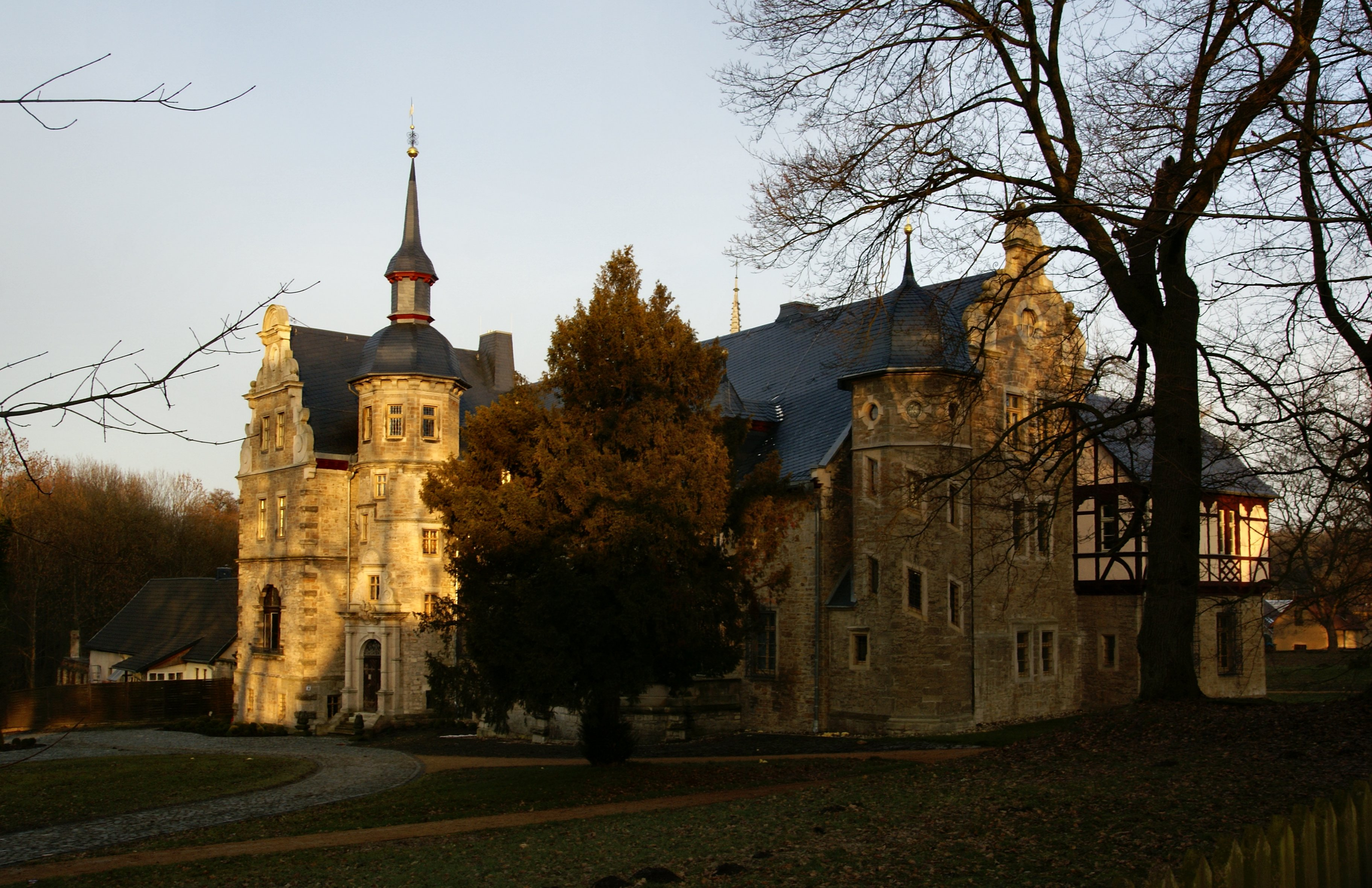
Schloss Piesdorf

Wilhelm von Wedel-Piesdorf, seines Zeichens Ritter des Ordens vom Schwarzen Adler und Ehrenkommendator des Johanniterordens, zugleich Vorsitzender im Vorstand des Verbandes seiner Adelsfamilie, erbaute 1868 das Gutshaus Piesdorf im Stil der Neorenaissance. Es blieb bis zur Enteignung im Rahmen der Bodenreform in der Sowjetischen Besatzungszone 1945 im Besitz der Familie von Wedel (Wedell). Letzte Gutsbesitzer waren die Rechtsritter des Johanniterordens Karl von Wedel-Piesdorf (1845–1917); Bruder des Wilhelm von Wedel, und dann sein Sohn der Regierungsassessor Busso von Wedel (1885–1946). Dessen Frau Annelise von Oertzen lebte nach den Angaben des Genealogischen Handbuch des Adels nach dem Krieg in Bad Salzuflen. Anfang der 1920er Jahre betrug die Besitzfläche von Gut Piesdorf noch 624 ha.
Heute ist das Gut Piesdorf ein Landwirtschaftsbetrieb der Familie von Daniels-Spangenberg, der das Zertifikat nachhaltiger Landwirtschaft besitzt.
Mit der ersten Kreisreform in der DDR wurde Piesdorf 1950 dem Landkreis Bernburg angegliedert. Durch die zweite Kreisreform in der DDR im Jahr 1952 kam der Ort zum Kreis Bernburg im Bezirk Halle, der 1990 zum Landkreis Bernburg wurde und 2007 im Salzlandkreis aufging. Am 14. Juli 1961 wurde Piesdorf ein Ortsteil von Belleben. Durch Eingemeindung Bellebens nach Könnern ist Piesdorf seit dem 1. Januar 2005 ein Ortsteil der Ortschaft Belleben der Stadt Könnern.

## Persönlichkeiten
- Wilhelm von Wedell (1801–1866), Oberpräsident der preußischen Provinzen Sachsen und Schlesien, in Piesdorf geboren
- Busso von Wedell (1804–1874), Regierungspräsident der preußischen Regierungsbezirke Aachen, Stralsund und Merseburg, in Piesdorf geboren

## Denkmäler
- Gutshaus Piesdorf, im Stil der Neorenaissance 1868 erbaut im Auftrage Wilhelm von Wedel-Piesdorfs
- Kriegerdenkmal auf dem Friedhof

## Verkehrsanbindung
Der nächstgelegene Bahnhof befindet sich in Belleben an der Bahnstrecke Halle-Halberstadt.